# Klein Freden (Wüstung)

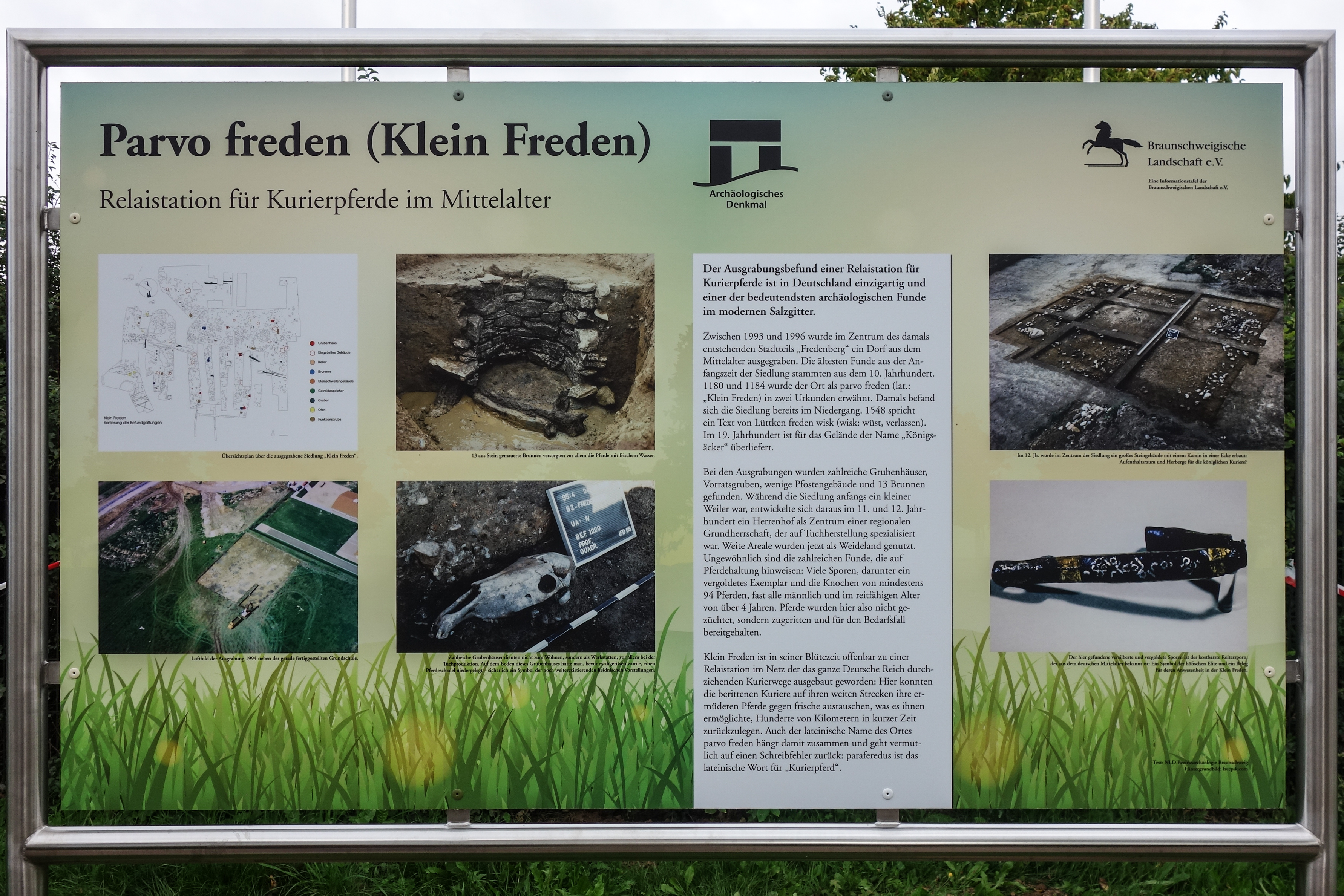
Informationstafel zur Wüstung Klein Freden am Rande des ehemaligen Ausgrabungsgeländes (erneuerte Tafel von 2017)

Klein Freden ist eine wüst gefallene Siedlung im Ortsteil Fredenberg in Salzgitter-Lebenstedt, die etwa vom 8. bis 13. Jahrhundert bestand. Ihre Reste wurden 1993 bei der Erschließung eines Neubaugebietes entdeckt. Bei den bis zum Jahr 1996 durchgeführten Ausgrabungen wurde die einstige Ortslage zu einem großen Teil archäologisch untersucht. Klein Freden gehört in Niedersachsen zu den größten flächig ausgegrabenen Fundstellen des Mittelalters und gilt als eine der am besten erforschten Wüstungen im südöstlichen Niedersachsen.

## Lage
Klein Freden lag auf der Kuppe einer langgestreckten Kiesinsel in einer Niederung, die von den Gewässern Flothe und Fuhse durchflossen wird. Wegen der umgebenden Gewässer und Sümpfe handelte es sich um eine geschützte Siedlungslage, die bereits seit der Bronzezeit von Menschen aufgesucht wurde. Etwa zwei Kilometer südlich erheben sich die Lichtenberge des Salzgitter-Höhenzuges, in denen die im Jahre 1180 erstmals erwähnte Burg Lichtenberg steht.
Heute befindet sich die frühere Dorfstelle innerhalb von Fredenberg im Bereich der Grundschule, sowie der Straßenzüge Dürerring, Spitzwegpassage und Leiblweg. Sie wurde bei der Erschließung als Neubaugebiet in den 1990er Jahren fast vollständig überbaut. Ein kleinerer Randbereich der Wüstung wurde bei einer Ausgrabung im Jahr 2005 nochmals archäologisch untersucht.

## Geschichte
In historischen Quellen wird Klein Freden in den Steterburger Annalen 1180 erstmals urkundlich als in parvo Vreden erwähnt. Klein Freden gehörte zum Hochstift Hildesheim und wurde 1339 an die benachbarte Vogtei Salzgitter-Lichtenberg verkauft, die schon damals in Besitz der Welfen war. Die Bewohner von Klein Freden wurden in den Schutz des nahen Oberfreden umgesiedelt und die Siedlung fiel wüst. Im Jahre 1548 wird die frühere Siedlungsstelle als Wiese bezeichnet.

## Ausgrabung
Bei Bauarbeiten für eine Grundschule in einem zu erschließenden Neubaugebiet im Ortsteil Fredenberg wurden 1993 im Boden Reste von mittelalterlichen Gebäuden entdeckt. Die Entdeckung führte zunächst zu einer Notgrabung durch die Außenstelle Braunschweig des Instituts für Denkmalpflege. Die vom Archäologen Michael Geschwinde geleiteten Ausgrabungen entwickelten sich zu einem archäologischen Schwerpunktprojekt, das bis 1996 anhielt. Durch großflächige Freilegungen war es möglich, den Grundriss der mittelalterlichen Siedlung fast vollständig zu erforschen. Die Ausgrabungen standen wegen der geplanten Bauarbeiten unter einem hohen Zeitdruck. Nach über einem Jahr der Grabung wurde 1995 deutlich, dass sich die große Fläche nicht mehr zeitgerecht mit herkömmlichen Grabungsmethoden untersuchen ließ. Ab diesem Zeitpunkt wurden die Fundstellen mit einem elektrooptischen Tachymeter dokumentiert, was die sofortige Digitalisierung von Befunden im Gelände und die schnelle Erfassung großer Flächen ermöglichte. Damit wurden etwa 30.000 m² der sich auf insgesamt rund 50.000 m² erstreckenden Wüstung untersucht.

## Funde
Bei den entdeckten Hausgrundrissen handelt es sich um im Mittelalter für diesen Raum typische Mehrhausgehöfte. Eine eindeutige Zuordnung der Bebauungsspuren im Boden war nicht immer möglich, da die Hausgrundrisse unvollständig waren oder sich überlappten. Die neun festgestellten Wohngebäude waren in Pfostenbauweise und in früher Schwellbauweise errichtet worden.
Es konnten 36 Grubenhäuser erkannt werden. Es handelte sich um Nebengebäude für handwerkliche Tätigkeiten zur Textilherstellung, was sich anhand aufgefundener Webgewichte und Spuren eines Webstuhls belegen ließ. In einem im 11. Jahrhundert abgebrannten Grubenhaus hatten sich Funde und Befunde gut erhalten. Dort fanden sich im Brandschutt ein vollständig erhaltenes keramische Gefäß, ein eiserner Flachshechel, Teile eines Türschlosses und ein Schlüssel. An den Innenwänden befand sich noch der sorgfältig aufgetragene Lehmputz.
Die gefundenen Keramikgefäße, wie Kugelkannen, geriefte Henkeltassen aus grauer sowie gelber Irdenware und Welfenkeramik, ließen sich der ersten Hälfte des 13. Jahrhunderts zuordnen. Zu den Fundstücken aus Buntmetall gehören ein Messerscheidenbeschlag, eine Sporenschnalle und eine profilierte Schnalle, die ebenfalls in das 13. Jahrhundert datiert werden.
Das einzige Gebäude mit einem Steinfundament fand sich im Zentrum der Siedlung. Im Inneren waren Reste einer Bodenpflasterung und kaminartige Überbleibsel einer Feuerstelle erkennbar. Daher könnte es sich um ein zweistöckiges repräsentatives Haus gehandelt haben. Anhand der Fundlage und der Konstruktionsweise ist erst Anfang des 13. Jahrhunderts entstanden. Der Steinbau belegt, dass in Klein Freden nicht nur einfache Bauern lebten.
Zu den weiteren der 2.313 Befunden zählen vier Keller, elf Erdkeller sowie Vorratsgruben, 27 Gruben, ein Strohspeicher, 33 Gräben, neun Öfen, neun Backöfen, fünf Fahrspuren und insgesamt 1.341 Pfostengruben.

### Vegetation
Bei den Grabungen wurden 13 Brunnen entdeckt, die gleichmäßig über das Gelände der früheren Siedlung verstreut lagen. Ihre aus Kalkstein gemauerten und bis zu 5,5 m tiefen Schächte enthielten reichhaltiges Fundmaterial. Es fanden sich Tier- und Pflanzenreste sowie vollständig erhaltene keramische Gefäße. Samen und Reste von Pflanzen haben sich in den feuchten Brunnensedimenten gut erhalten. Sie wurden einer archäobotanische Untersuchung unterzogen, um Erkenntnisse zu den mittelalterlichen Vegetationsverhältnissen rund um die Siedlung zu gewinnen. Es konnten etwa 90 Kultur- und Wildpflanzenarten bestimmt werden. Darunter befinden sich nur wenige Kulturpflanzen. Obstpflanzen fehlen vollkommen, während die sonst häufigen Arten wie Haselnuss, Brombeere und Himbeere unterrepräsentiert sind. Körner von Weizen, Roggen, Hafer und Gerste zeugen vom Getreideanbau in der Siedlung. Unkrautarten ließen Rückschlüsse auf eine Dreifelderwirtschaft auf Lehmboden und basenreichen Ackerböden zu. Die vielen Belege für die Anwesenheit von stickstoffliebenden Pflanzen, wie Brennnesseln, wurden so interpretiert, dass einst große Flächen von Pferden beweidet wurden. Durch ihren stickstoffreichen Kot siedelten sich diese Pflanzen bevorzugt an. In einem Brunnen wurde ein ähnliches Pflanzenspektrum wie bei der Ausgrabung des Herrensitzes Düna festgestellt.

## Ergebnisse und Bewertung
Klein Freden entstand den Ergebnissen der archäologischen Untersuchungen zufolge im 8. und 9. Jahrhundert und wies zu der Zeit den Charakter eines mittelalterlichen Weilers mit lockerer Bebauung auf. Von der Funktion her wird es in der Anfangszeit als Fronhof, mit dem Schwerpunkt der Textilherstellung, angesehen. Im 11. Jahrhundert erfolgte ein massiver Ausbau der Siedlung, deren Bebauung sich im Nordosten konzentrierte. Ende des 12. Jahrhunderts wurden die zur Weberei genutzten Grubenhäuser eingeebnet und der Ackerbau ging zugunsten der Weidehaltung zurück. In dieser Zeit entstanden mehrere Brunnen, die anscheinend der Weidenutzung dienten. Das gefundene Knochenmaterial, bei dem Pferde und vor allem Hengste dominieren, spricht für Pferdehaltung und Pferdezucht für die nahegelegene Burg Lichtenberg. Ohne dass es einen Beweis gibt, könnten die in dieser Zeit gehaltenen Pferde als Boten- und Saumpferde gedient haben, die zeitgenössisch als parafredi bzw. parafredos bezeichnet wurden. Von diesem Begriff könnte der Ortsname Klein Freden, der 1180 erstmals als in parvo Vreden erwähnt wurde, abgeleitet sein.
Nach Beendigung der Untersuchungen wurde am Rande des ehemaligen Ausgrabungsgeländes von der Braunschweigischen Landschaft eine Informationstafel zur Wüstung Klein Freden aufgestellt. 2017 wurde die Tafel erneuert und mit jüngeren Erkenntnissen ergänzt, die sich aus der Erforschung der archäologischen Fundstücke ergeben hatten.